# Партизански одред Бијели Павле
Партизански одред Бијели Павле био је устаничка војна јединица формирана у Црној Гори у почетном периоду НОБ. Одред је формиран 29. новембра 1941, а крајем марта 1942. ушао је у састав Зетског НОП одреда.

## Ратни пут
НОП одред Бијели Павле формиран је 29. новембра 1941, састава 6 територијалних батаљона: дејствовао је на  подручју Бјелопавлића. Из састава Одреда образован је батаљон добровољаца (око 480 људи) и упућен у Саџак, где је у окциру Црногорског одреда узео учешћа у нападу на Пљевља 1. децембра 1941. Почетком 1942. Одред је контролисао готово читаву територију даниловградског среза. Делови Одреда, са деловима Никшићког и Ловћенског партизанског одреда, онемогућили су 17. јануара 1942. покушај спајања Италијана из Даниловграда и Никшића, и тек после издаје четника Баја Станишића, који су 11. фебруара разбили Павковићки батаљон, Италијани су у борбама од 14-19. фебруара успели да се из Даниловграда пробију у Никшић. Тада је из састава Одреда формиран Ударни батаљон, првенствено за борбу против четника. На левој обали Зете, у Команима и Загарачу, Одред је водио током марта оштре борбе против удружених италијанско-четничких снага, а крајем марта био је принуђен да се повуче у Никшићку жупу. Тамо је остатак Одреда припојен Зетском партизанском одреду. Средином јуна 1942. приликом формирања црногорских бригада, један батаљон ранијег НОПО Бијели Павле ушао је у састав Четврте пролетерске, а други у састав Пете црногорске бригаде. Трећа чета 2. батаљона у Првој пролетерској бригади била је такође из НОПО Бијели Павле, а у касније формираним црногорским бригадама (Шеста, Седма, Осма, Девета и Десета) знатан број бораца био је са територије Бијелопавлића, која је дала и 26 народних хероја.